# Notommima parallela
Notommima parallela är en tvåvingeart som beskrevs av Amnon Freidberg 2006. Notommima parallela ingår i släktet Notommima och familjen borrflugor.
Artens utbredningsområde är Kenya. Inga underarter finns listade i Catalogue of Life.